# Víctor Limba
Víctor Juan Limba (nascido em 6 de outubro de 1947) é um ex-ciclista olímpico argentino. Limba representou sua nação na prova de velocidade nos Jogos Olímpicos de Verão de 1972, em Munique.
Limba conquistou uma medalha de bronze na competição de velocidade, nos Jogos Pan-Americanos de 1971.